# كاتدرائية مارينغا
كاتدرائية مارينغا هي كاتدرائية رومانية كاثوليكية تقع في مدينة مارينغا، البرازيل.